# Bisdom Floresta
Het bisdom Floresta (Latijn: Dioecesis Florestensis) is een rooms-katholiek bisdom met als zetel Floresta, in Brazilië. Het bisdom is suffragaan aan het aartsbisdom Olinda e Recife.

## Geschiedenis
Een eerste bisdom Floresta werd opgericht op 5 december 1910 uit delen van het bisdom Olinda. Op 2 augustus 1918 veranderde het van naam naar bisdom Pesqueira.
Het bisdom werd opnieuw opgericht op 15 februari 1964, uit delen van de bisdommen Pesqueira en Petrópolis. 

## Parochies
Het bisdom had in 2021 een oppervlakte van 15.792 km2 en telde 277.490 inwoners waarvan 99,2% rooms-katholiek was.

## Bisschoppen
- Francisco Xavier Nierhoff (4 augustus 1964 - 12 december 1988)
- Czesław Stanula (17 juni 1989 - 27 augustus 1997)
- Adriano Ciocca Vasino (3 maart 1999 - 21 maart 2012)
- Gabriel Marchesi (21 februari 2013 - heden)

Olinda e Recife (aartsbisdom) · Afogados da Ingazeira · Caruaru · Floresta · Garanhuns · Nazaré · Palmares · Pesqueira · Petrolina · Salgueiro